# Dartchery aux Jeux paralympiques d'été de 1964
Navigation
Tokyo 1960 Tel Aviv 1968
Les épreuves de Dart archerie aux Jeux paralympiques d'été de 1964 se déroulent dans la ville de Tokyo. Il s'agit de la 2e apparition de la discipline, une combinaison de fléchettes et de tir à l'arc qui utilise une cible de fléchettes par secteur au lieu d'une cible de tir à l'arc standard. Les règles de décompte est calqué sur le jeu de fléchettes du 501 double out.
Seules quatre paires d'athlètes ont concouru et ont donc toutes remporté une médaille. La Rhodésie avec Margaret Harriman et George Mann battent les américains Jim Mathis (déjà médaillé en 1960) et G. Pasipanki. Le bronze est attribué aux Japonais T. Ando/T. Matsumoto et à la paire franco-belge Pesnaud/Schelfaut.

## Médaillés
| Épreuves   | Or                                        | Argent                              | Bronze                         |
| Paire open | Margaret Harriman (RHO) George Mann (RHO) | Jim Mathis (USA) G. Pasipanki (USA) | Ando (JPN) Matsumoto (JPN)     |
| Paire open | Margaret Harriman (RHO) George Mann (RHO) | Jim Mathis (USA) G. Pasipanki (USA) | Pesnaudo (FRA) Schelfaut (BEL) |